# Tennistoernooi van Memphis 2003
|                                       |  |                                    |
| Lisa Raymond, winnares bij de vrouwen |  | Taylor Dent, winnaar bij de mannen |

Het tennistoernooi van Memphis in 2003 werd van 16 tot en met 23 februari 2003 op de hardcourt-binnenbanen van de Racquet Club of Memphis in de Amerikaanse stad Memphis (Tennessee) gespeeld. De officiële naam van het toernooi was Kroger St. Jude International.
Het toernooi bestond uit twee delen:
- WTA-toernooi van Memphis 2003, het toernooi voor de vrouwen (16–22 februari)
- ATP-toernooi van Memphis 2003, het toernooi voor de mannen (17–23 februari)

ATP-toernooi van Memphis – WTA-toernooi van Memphis

2002 · 2003 · 2004 · 2005 · 2006 · 2007 · 2008 · 2009 · 2010 · 2011 · 2012 · 2013